# Shawn Fain

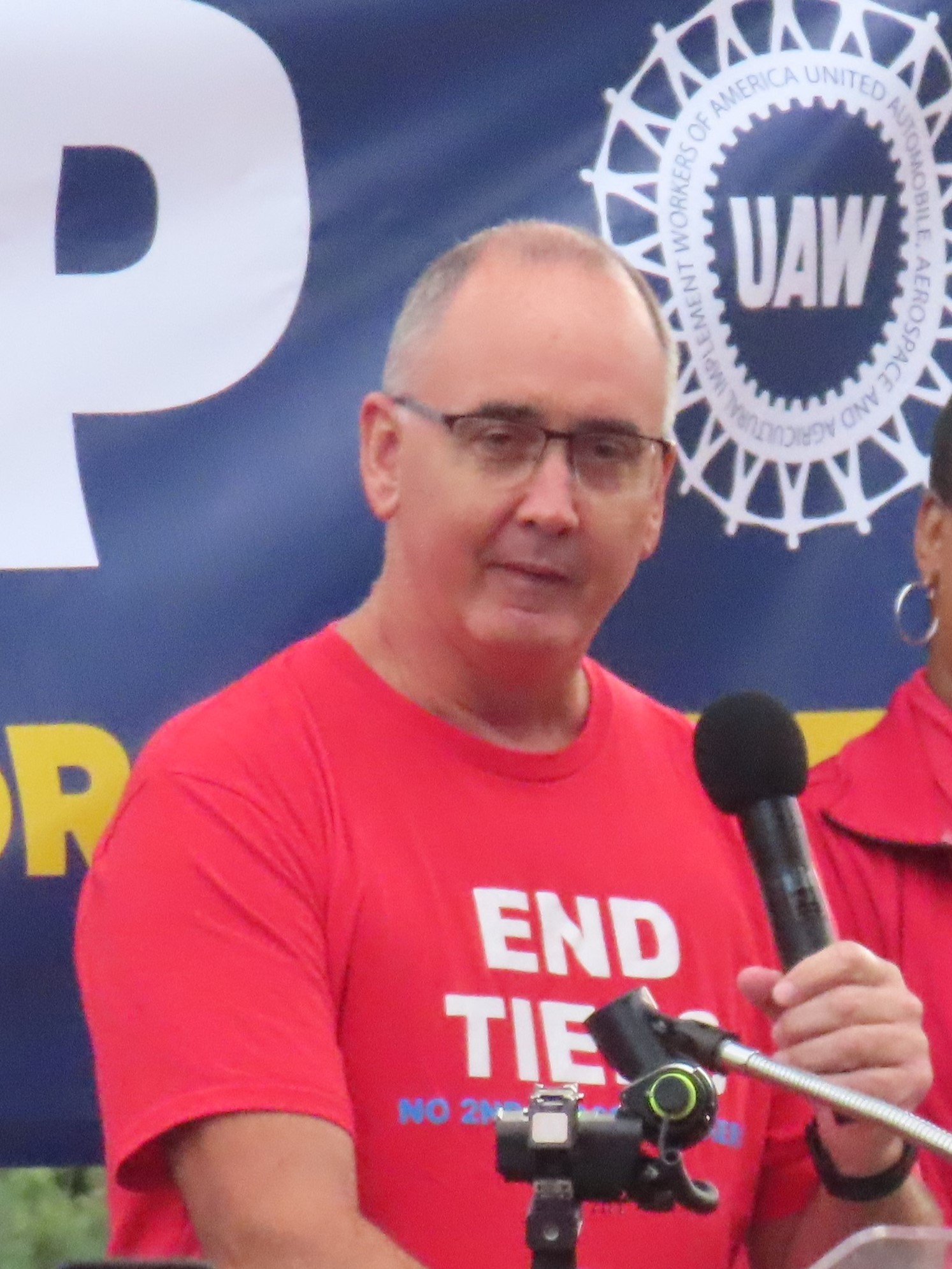
Shawn Fain 2023

Shawn Fain (geboren am 30. Oktober 1968 in Kokomo, Indiana) ist ein US-amerikanischer Gewerkschafter. Er ist seit März 2023 Präsident der Automobilarbeiter-Gewerkschaft United Auto Workers (UAW). Shain ist gelernter Elektriker. Er arbeitete bei Stellantis in einer Fabrik in seinem Geburtsort Kokomo. Er ist seit 29 Jahren Mitglied der UAW und ist in der Erneuerungsbewegung  Unite All Workers for Democracy (UAWD) aktiv. Fain war der erste UAW-Präsident, der direkt von den Gewerkschaftsmitgliedern gewählt wurde, und war eine zentrale Figur im Streik der in der Gewerkschaft United Auto Workers organisierten Automobilarbeiter im Jahr 2023.
Im Jahr 2023 kandidierte Fain für den Vorsitz der Gewerkschaft gegen den Amtsinhaber Ray Curry und führte eine Liste mit dem Namen UAW Members United an, die sich auf die Ablehnung von Korruption, Zugeständnissen und gestaffelten Lohnstrukturen konzentrierte. Bei dieser ersten Wahl, bei der die Mitglieder der Gewerkschaft den Präsidenten direkt wählten, gewann Fain die Wahl mit 477 Stimmen, im März desselben Jahres trat er das Amt an.
Im Amt setzt er sich für einen aggressiveren Verhandlungsstil, eine stärkere Beteiligung der Mitglieder und die aktive Unterstützung von Politikern, die die Ziele der Gewerkschaft teilen, ein. Fains  Arbeitskampfgeist und sein Verhandlungsstil trugen zu der Entscheidung der UAW bei, den Streik der United Auto Workers 2023 zu genehmigen.

## Kindheit, Schulzeit
Fain wurde am 30. Oktober 1968 in Kokomo, Indiana, geboren. Er ist der Enkel von zwei UAW-GM-Pensionären. Sein Großvater begann 1937 bei Chrysler, dem Jahr, in dem die Chrysler-Arbeiter nach einem Sitzstreik der durch das Committee for Industrial Organization (CIO) 1935 neugegründeten UAW beitraten.
Sein Vater war Leiter des Kokomo Police Department. Fain besuchte die  Taylor High School.

## Der Streik der  United Auto Workers von 2023
Wenige Tage nach seiner Wahl teilte Fain den Automobilherstellern mit,  die Mitglieder der UAW  hätten „den Status quo satt“. Bei den Verhandlungen zum Tarifvertrag für 2023 setzte sich Fain für eine sofortige Lohnerhöhung von 20 Prozent für die Beschäftigten ein, gefolgt von jährlichen schrittweisen Erhöhungen auf insgesamt 46 Prozent, was seiner Meinung nach einfach nur ein Weg wäre, um mit den enormen Lohnerhöhungen der CEOs der Automobilunternehmen in den letzten Jahrzehnten Schritt zu halten. Die UAW senkte später die geforderte Erhöhung auf 36 Prozent. Fain forderte außerdem das Ende der Lohn- und Leistungsstaffelung und die Rücknahme der Zugeständnisse, die die UAW während der Finanzkrise 2007–2008 gemacht hatte, einschließlich der Wiedereinführung des Lebenshaltungskostenausgleichs und solider Renten.  Fains harte Haltung bei den Vertragsneuverhandlungen trug dazu bei, dass die Gewerkschaft am 15. September beschloss, den Streik der United Auto Workers im Jahr 2023 zu beginnen. Es war das erste Mal in der 88-jährigen Geschichte der UAW, dass die Gewerkschaft einen gleichzeitigen Streik gegen die „Big Three“ (die drei großen Automobilhersteller) führte.
Fain hat mit seinem unorthodoxen Organisationsansatz viel Aufmerksamkeit erregt, und der Analyst Daniel Ives sagte gegenüber Reuters: „This is not your grandfather's UAW ... Fain is playing this like a chess player. He's leading 21st century negotiations for unions.“ (Übersetzung: „Das ist nicht die UAW Ihres Großvaters ... Fain spielt dieses Spiel wie ein Schachspieler. Er führt die Verhandlungen des 21. Jahrhunderts für die Gewerkschaften“.) Fain nutzte während der Verhandlungen Social-Media-Plattformen und  veröffentlichte kurze Videos im Dokumentarstil.
In einem Gespräch mit  der New York Times vom 5. Oktober 2023 erklärte er: „Billionaires in my opinion don't have a right to exist.“ (Übersetzung: „Milliardäre haben meiner Meinung nach keine Existenzberechtigung.“) Ihm wird auch zugeschrieben: „There's a billionaire class, and there's the rest of us.“ (Übers.:  „Es gibt eine Milliardärsklasse und es gibt den Rest von uns.“) Er erscheint häufig in Facebook-Lives, in denen er sich direkt an UAW-Mitglieder wendet und aus der Bibel und von Malcolm X zitiert. In einem Livestream von Anfang August 2023 war Fain zu sehen, wie er ein Angebot des Autoherstellers Stellantis mit den Worten in den Papierkorb warf: „That's where it belongs – in the trash – because that's what it is“ (Übers.: „Da gehört es hin - in den Papierkorb - denn es ist Müll.“) Im September 2023 sagte er: „The September strikes are so far proving effective, and should give employers second thoughts.“ (Übers.: „Die Septemberstreiks haben sich bisher als wirksam erwiesen und sollten die Arbeitgeber zum Nachdenken bringen.“)

## Die Massenorganisationsinitiative 2023
Am Ende des Streiks der United Auto Workers im Jahr 2023 versprach Fain, weitere Automobilunternehmen gewerkschaftlich zu organisieren: „Wenn wir im Jahr 2028 an den Verhandlungstisch zurückkehren, dann nicht nur mit den Big Three, sondern auch mit den Big Five oder Big Six“. Am 7. Dezember 2023 gab die UAW bekannt, dass die Beschäftigten des Volkswagen-Werks in Chattanooga, Tennessee, mit gewerkschaftlichen Organisierungsbemühungen begonnen haben und mehr als 1.000 Mitglieder die Antragsformulare für den Beitritt zur Gewerkschaft unterschrieben haben.

## Rezeption
Michael Albert und Stephen Shalom schlugen Fain als demokratischen US-Vizepräsidentschaftskandidaten für die Präsidentschaftswahl 2024 vor.